# Paul Poupard
Paul Joseph Jean Poupard (Bouzillé, 30 agosto 1930) è un cardinale, arcivescovo cattolico e storico delle religioni francese, dal 2007 presidente emerito del Pontificio consiglio della cultura e del Pontificio consiglio per il dialogo interreligioso.

## Biografia
Ha studiato teologia e filosofia presso i seminari di Beaupréau e Angers ed ha conseguito il dottorato in storia e teologia presso la Sorbona di Parigi.
È stato ordinato prete il 18 dicembre 1954.

### Ministero episcopale e cardinalato
Il 2 febbraio 1979 fu nominato vescovo ausiliare di Parigi e ordinato vescovo il 6 aprile dello stesso anno dal cardinale François Marty.
Nel 1980 fu nominato pro-presidente del Segretariato per i non credenti e nel 1985 ne divenne presidente.
Nel 1988 aggiunse al precedente incarico quello di presidente del Pontificio consiglio della cultura.
Nel 1993 i due pontifici consigli si sono uniti sotto il nome di Pontificio consiglio della cultura.
Papa Giovanni Paolo II lo ha innalzato alla dignità cardinalizia nel concistoro del 25 maggio 1985, conferendogli la diaconia di Sant'Eugenio.
Il 29 gennaio 1996 ha optato per l'ordine dei presbiteri e ricevette il titolo di Santa Prassede.
L'11 maggio 2006 è stato nominato anche presidente del Pontificio consiglio per il dialogo interreligioso.
Nel settembre 2006 l'Accademia Bonifaciana di Anagni, su proposta del fondatore, rettore Sante De Angelis, gli ha conferito il premio internazionale Bonifacio VIII e ha accolto la Bulla Indulgentiarum originale del 1300 dello stesso papa Caetani, pervenuta nella città papale per l'occasione.
Nel maggio 2007 ha partecipato alla V conferenza episcopale latinoamericana ad Aparecida come membro designato dal papa.
Nel settembre 2007 per motivi d'età ha rassegnato le dimissioni come presidente dei due pontifici consigli che presiedeva.
Dal 30 agosto 2010, giorno in cui ha compiuto 80 anni, non è più cardinale elettore.
Nel giorno della Pasqua di Resurrezione 2015, scrive la prefazione al libro "Gustave Thibone e il Cristianesimo radicale" di Sante De Angelis, edito con le edizioni dell'Accademia Bonifaciana.
Il 16 giugno 2015 papa Francesco lo ha nominato suo inviato speciale alla celebrazione in occasione del millenario della cattedrale di Strasburgo, in programma il 15 agosto successivo.

## Genealogia episcopale e successione apostolica
La genealogia episcopale è:
- Cardinale Scipione Rebiba
- Cardinale Giulio Antonio Santori
- Cardinale Girolamo Bernerio, O.P.
- Arcivescovo Galeazzo Sanvitale
- Cardinale Ludovico Ludovisi
- Cardinale Luigi Caetani
- Cardinale Ulderico Carpegna
- Cardinale Paluzzo Paluzzi Altieri degli Albertoni
- Papa Benedetto XIII
- Papa Benedetto XIV
- Papa Clemente XIII
- Cardinale Marcantonio Colonna
- Cardinale Giacinto Sigismondo Gerdil, B.
- Cardinale Giulio Maria della Somaglia
- Cardinale Carlo Odescalchi, S.I.
- Vescovo Eugène de Mazenod, O.M.I.
- Cardinale Joseph Hippolyte Guibert, O.M.I.
- Cardinale François-Marie-Benjamin Richard
- Vescovo Marie-Prosper-Adolphe de Bonfils
- Cardinale Louis-Ernest Dubois
- Cardinale Georges-François-Xavier-Marie Grente
- Arcivescovo Marcel-Marie-Henri-Paul Dubois
- Cardinale François Marty
- Cardinale Paul Poupard

La successione apostolica è:
- Arcivescovo Robert Jean Louis Le Gall, O.S.B. (2002)
- Vescovo Fabio Duque Jaramillo, O.F.M. (2004)

## Opere
- L'Abbé Louis Bautain. Un essai de philosophie chrétienne au XIX siècle, Editions Desclée de Brouwer, 1961
- Connaissance du Vatican, Éditions Beauchêne, 1967, Nouvelle éd. 1974, trad. en italien, portugais, espagnol, allemand, polonais, coréen, japonais
- Un pape, pour quoi faire?, Éditions Mazarine, 1980, trad. en allemand et en hongrois
- Église et cultures, Éditions S.O.S, 1980, trad. en italien, espagnol et russe
- Le pape, PUF, coll. «Que sais-je?», 1980, 2 édition mise à jour, 1985, trad. en italien 1988, 3 édition refondue, 1997
- Le Vatican, PUF, coll. «Que sais-je?», 1981, trad. en italien, arabe et chinois, 2 édition mise à jour, 1994
- XIX siècle, siècle de grâces, Éditions S.O.S., 1982
- La foi catholique, PUF, coll. «Que sais-je?», 1982, 2 éd. 1993, trad. en italien, russe, croate et bulgare
- Le concile Vatican II, PUF, 1983, trad. en italien et chinois; 2 éd. refondue, 1997
- Les religions, PUF, coll. «Que sais-je?», 1987, 5 éd. 1996, trad. en espagnol, italien et portugais, 10 éd. 2007
- L'Église au défi des cultures, Ed. Desclée de Brouwer, 1989, traduit en anglais, 1994.
- Dieu et la liberté, Éditions Mame, 1992
- Prier quinze jours avec Paul VI, Éditions Nouvelle Cité, 1997
- Rome Pèlerinage, Bayard Éditions, 1998
- Foi et cultures au tournant du troisième millénaire, Entretiens avec Patrick Sbalchiero, C.L.D., 2001
- Au cœur du Vatican de Jean XXIII à Jean-Paul II, Entretiens avec Marie-Joëlle Guillaume, Perrin/Mame, 2003, 28ème Prix Fondation Pierre-Lafue 2004
- Dictionnaire des religions (a cura di Paul Poupard), Parigi, PUF, 2007.
- La guerra dei giganti. L'Insorgenza di Vandea fra Martirio, testimonianza e profezia (1793-1797), con Appendici di A. Solgenitsin e S.Em. Mons. J. Glemp, Rimini, Il Cerchio 2009.